# Raymonde Verlinden
Raymonde Verlinden, född 25 september 1945, död 2003, var en belgisk bågskytt. Hon deltog vid olympiska sommarspelen 1984.